# サッカーホンジュラス女子代表
サッカーホンジュラス女子代表（サッカーホンジュラスじょしだいひょう）は、ホンジュラスサッカー連盟(スペイン語: Federación Nacional Autónoma de Fútbol de Honduras, 略称：FENAFUTH)によって編成されるホンジュラスの女子サッカーナショナルチームである。北中米カリブ海サッカー連盟(CONCACAF)に所属している。
女子ワールドカップ、オリンピックともに出場はない。

## ワールドカップの成績
- 1991 - 不参加
- 1995 - 不参加
- 1999 - 予選敗退
- 2003 - 予選敗退
- 2007 - 不参加
- 2011 - 予選敗退
- 2015 - 予選敗退
- 2019 - 予選出場辞退

## オリンピックの成績
- 1996 - 不参加
- 2000 - 予選敗退
- 2004 - 予選敗退
- 2008 - 不参加
- 2012 - 予選敗退
- 2016 - 予選出場辞退
- 2020 -

## CONCACAF女子ゴールドカップの成績
- 1991 - 不参加
- 1993 - 不参加
- 1994 - 不参加
- 1998 - 予選敗退
- 2000 - 予選敗退
- 2002 - 予選敗退
- 2006 - 不参加
- 2010 - 予選敗退
- 2014 - 予選敗退
- 2018 - 予選出場辞退

## FIFAランキング
- 初登場 - 83位(2003年7月)
- 最高順位 - 83位(2003年7月)
- 最低順位 - 106位(2010年3月)